# بابگن سارکیسوف

بابگن یسایی سارکیسوف (ارمنی: Բաբկեն Եսայու Սարկիսով؛ زادهٔ ۸ دسامبر ۱۹۱۳ - درگذشته ۴ فوریهٔ ۱۹۹۹) یک سیاستمدار اهل ارمنستان بود که از تاریخ ۱۹۶۶ تا تاریخ ۱۹۷۰ سمت وزیر ارتباطات ارمنستان شوروی را برعهده داشت.

## زندگی‌نامه
در ۸ دسامبر ۱۹۱۳ در شوشی به دنیا آمد و از آکادمی دولتی نفتی آذربایجان (۱۹۳۸) و مدرسه عالی حزبی مسکو (۱۹۴۴) فارغ‌التحصیل شد. وی همچنین برنده نشان لنین، نشان انقلاب اکتبر، نشان پرچم سرخ کار، مدال دفاع از مسکو، مدال دفاع از قفقاز شده‌است. وی در ۴ فوریهٔ ۱۹۹۹ در سن ۸۵ سالگی در ایروان درگذشت.

## یادداشت
1. ↑  ՀԽՍՀ ավտոմոբիլային տրանսպորտի նախարար
2. ↑  ԽՍՀՄ գերագույն խորհրդի պատգամավոր